# Дьявольский доктор Z
«Дьявольский доктор Z» — франко-испанский чёрно-белый фильм ужасов 1966 года режиссёра Хесуса Франко. В 1971 году Франко снял ремейк данной картины.

## Сюжет
Доктор Циммер приезжает на конгресс учёных дабы представить миру свою новую разработку. Согласно исследованиям Циммера, производя некоторые манипуляции со спинным мозгом человека, последнего можно превратить хоть в законопослушного гражданина, хоть в зверского убийцу. То же самое можно делать и с животными. На конгрессе Циммер просит разрешения своих коллег на проведение опытов непосредственно над людьми. Учёные, даже не выслушав Циммера до конца, подняли его идеи на смех, из-за чего, в результате сердечного приступа, доктор умер.
После подобных событий Ирма, дочь Циммера, решает отомстить всем членам конгресса. Для этого она из местного клуба похищает сексапильную танцовщицу Надю и, с помощью разработок отца, превращает её в идеального убийцу. Надя, соблазняя каждого из учёных, затем жестоко расправляется с ними.

## В ролях
- Антонио Хименес Эскрибано — доктор Циммер
- Ги Мересс — Ханс Берген
- Ховард Вернон — доктор Викас
- Мэйбл Карр — Ирма Циммер
- Фернандо Монтес — доктор Филлип Брайтхаус
- Эстелла Блейн — Надя/"Мисс смерть"
- Ана Кастор — Барбара, ассистент доктора Циммера
- Дэниэл Уайт — инспектор Грин
- Хесус Франко — полицейский